# Giovanni Sfortunati
Giovanni Sfortunati (Siena, ... – XVI secolo) è stato un matematico italiano.

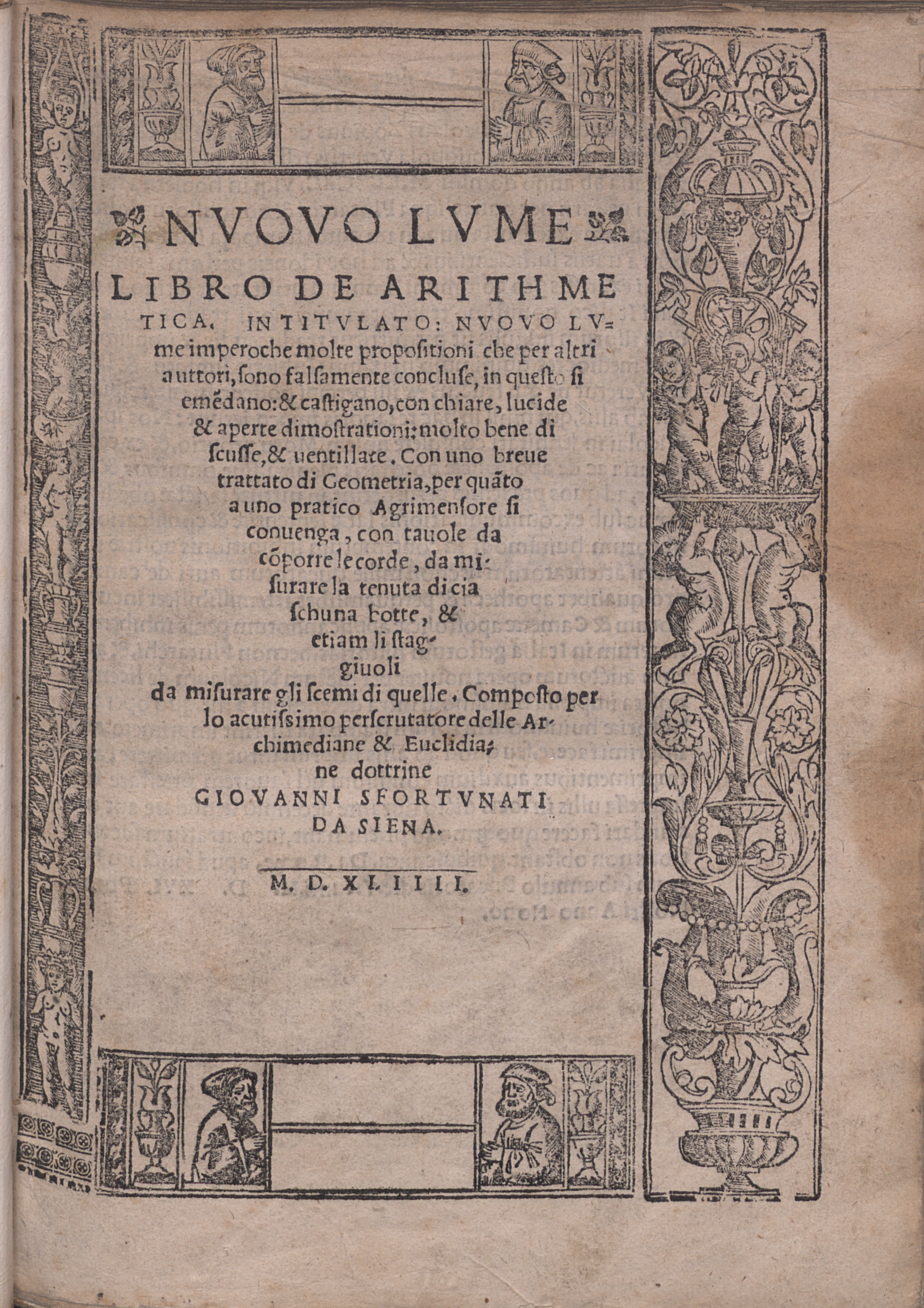
Nuovo lume

Il suo trattato Nuovo lume fu tra le principali fonti del General trattato de' numeri et misure di Niccolò Tartaglia.

## Opere
- Giovanni Sfortunati, Nuovo lume, Bernardino Bindoni, 1544.